# Héninel-Croisilles Road Cemetery
Le  Héninel-Croisilles Road Cemetery  est un cimetière militaire britannique de la Première Guerre mondiale, situé sur le territoire de la commune d'Héninel , dans le département du Pas-de-Calais, à l'est d'Arras.
Cinq autres cimetières militaires britanniques sont implantés sur le territoire de la commune : le Bootham Cemetery, Héninel, le Chérisy Road East Cemetery, le Héninel Communal Cemetery Extension, le Rookery British Cemetery et le Cuckoo Passage Cemetery.

## Localisation
Ce cimetière est situé à 1,5 km au sud-est, rue d'Héninel.

## Histoire

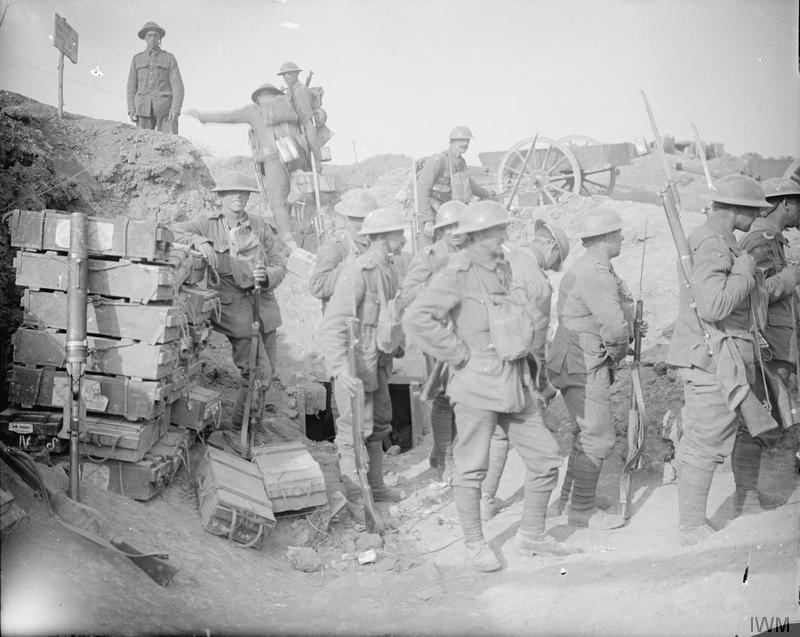
Les soldats britanniques à Héninel le 3 mai 1917.

Aux mains des Allemands dès fin août 1914, le village reste loin des combats jusqu'en mars 1917, date à laquelle les Allemands  évacuent tous les habitants et détruisent complètement les habitations pour transformer la zone en un no man's land à la suite de leur retrait sur la ligne Hindenburg.
La 21e division capture Héninel le 12 avril 1917 lors de la Bataille d'Arras et avance vers l'est les deux jours suivants. La 33e division prend alors le relais de l'attaque.
Ce cimetière est commencé en avril 1917 pour inhumer les soldats de ces deux divisions tombés lors de la prise du secteur. En avril 1918, ce terrain est perdu lors de l'offensive du Printemps et les onze tombes allemandes sont faites lorsque le cimetière est aux mains des Allemands.
Après l'armistice, des sépultures sont apportées de cimetières provisoires des environs. Le cimetière contient maintenant 307 sépultures du Commonwealth de la Première Guerre mondiale, dont 104 non identifiées.

## Caractéristiques
Ce cimetière a un plan rectangulaire tronqué de 40 m sur 20 et est entouré d'un muret de moellons. Le cimetière est conçu par l'architecte britannique Edwin Lutyens.

## Sépultures
| Pays        | Sépultures |
| ----------- | ---------- |
| Royaume-Uni | 296        |
| Australie   | 10         |
| Allemagne   | 11         |
| Total       | 317        |

## Galerie

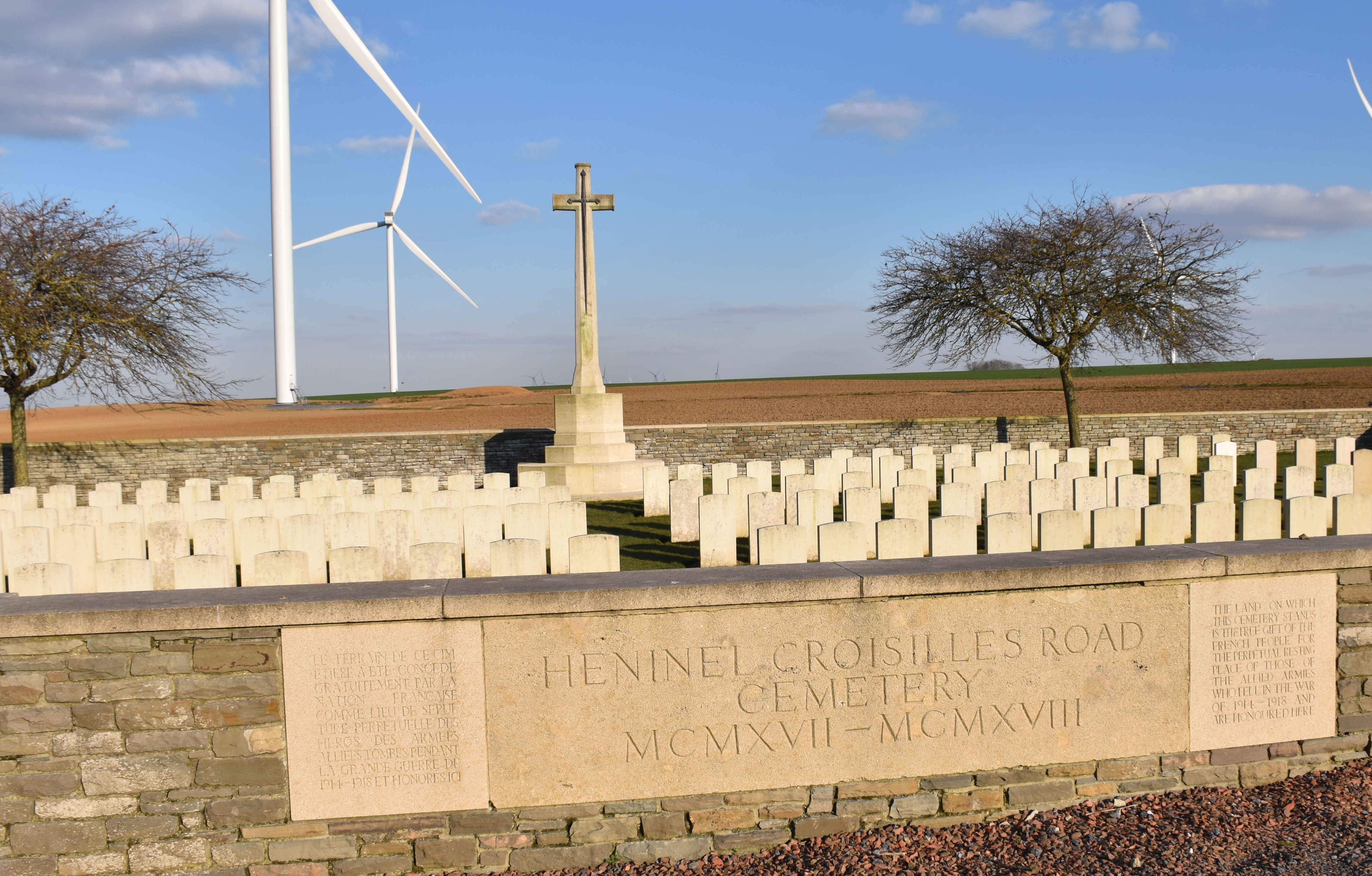
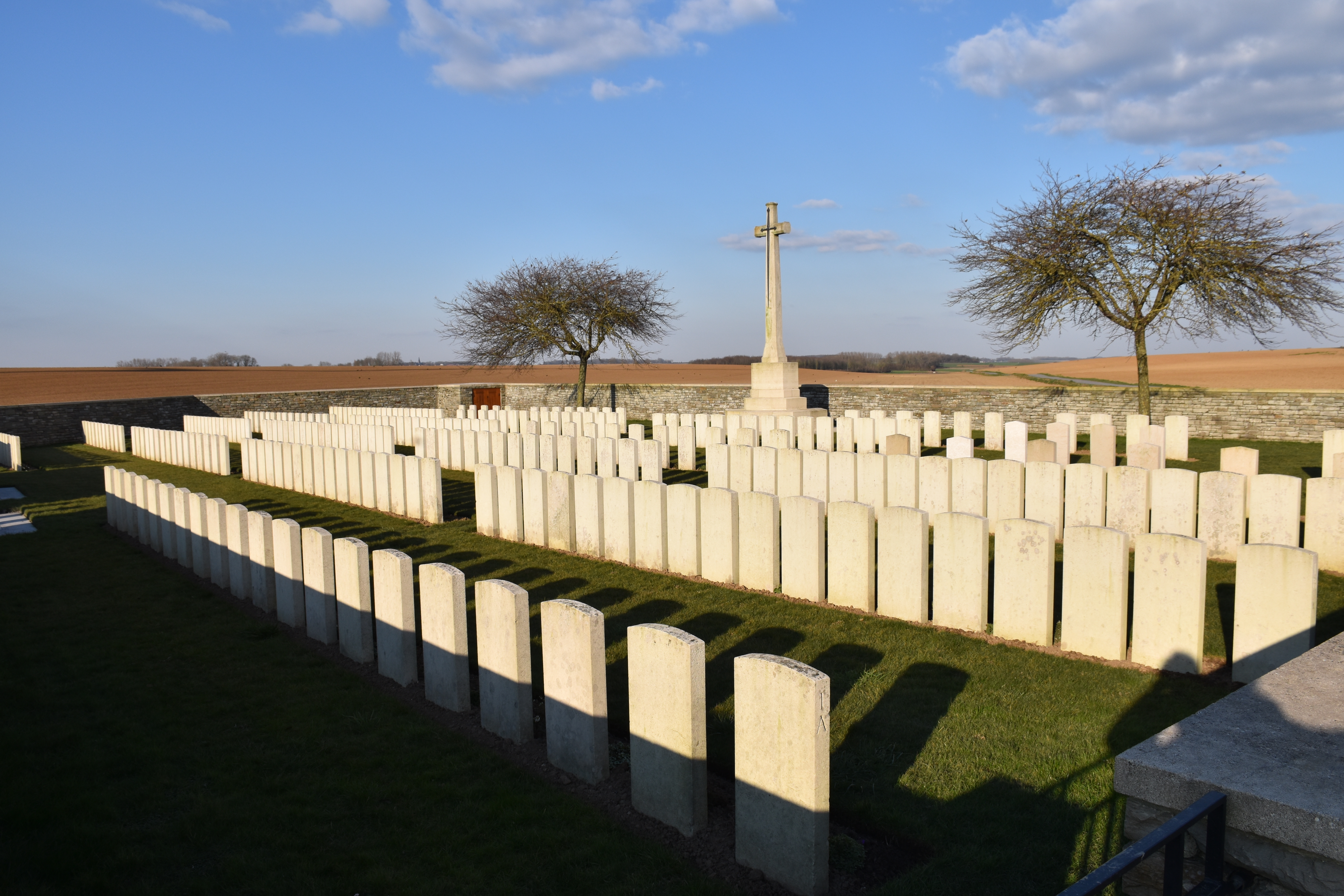
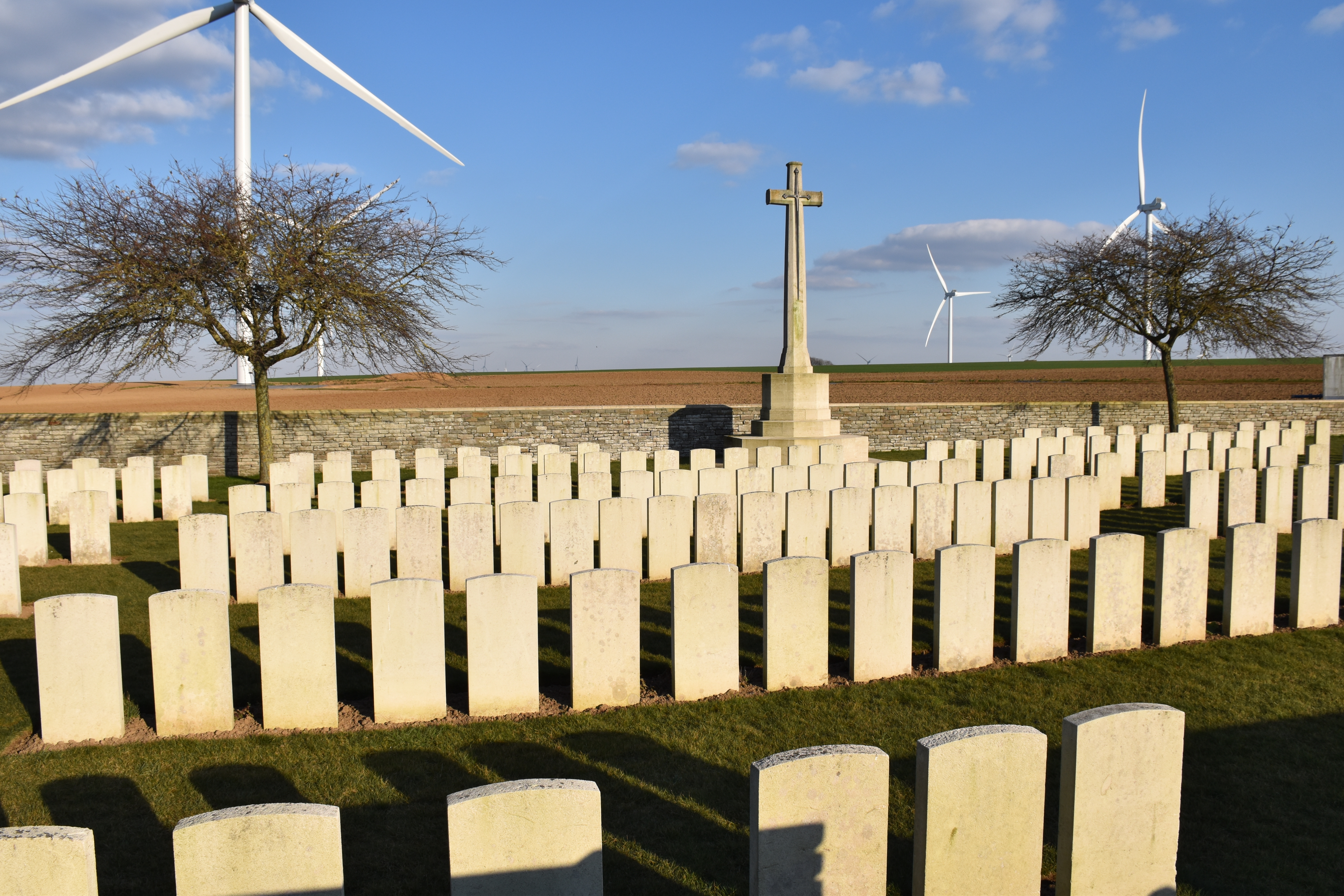
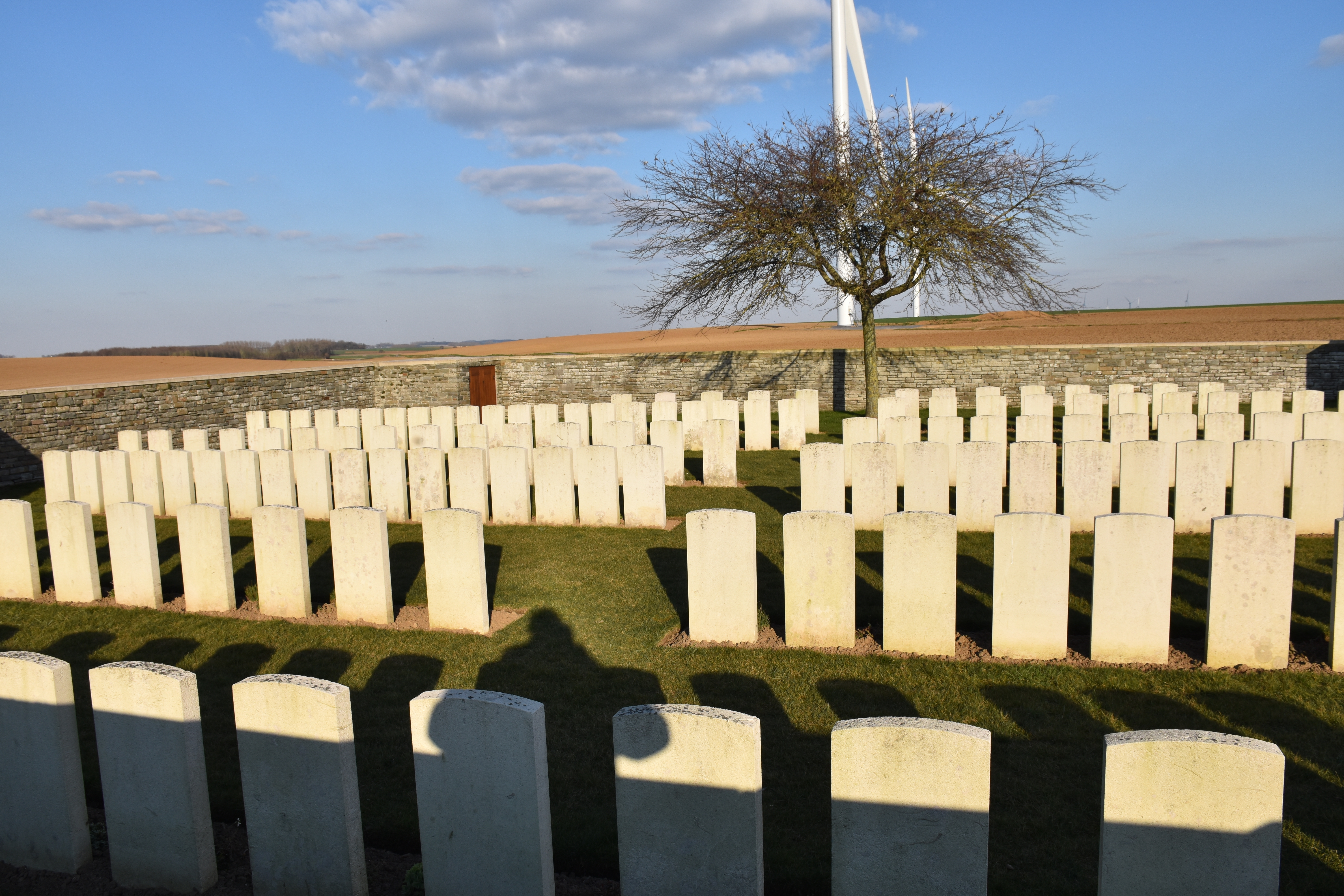
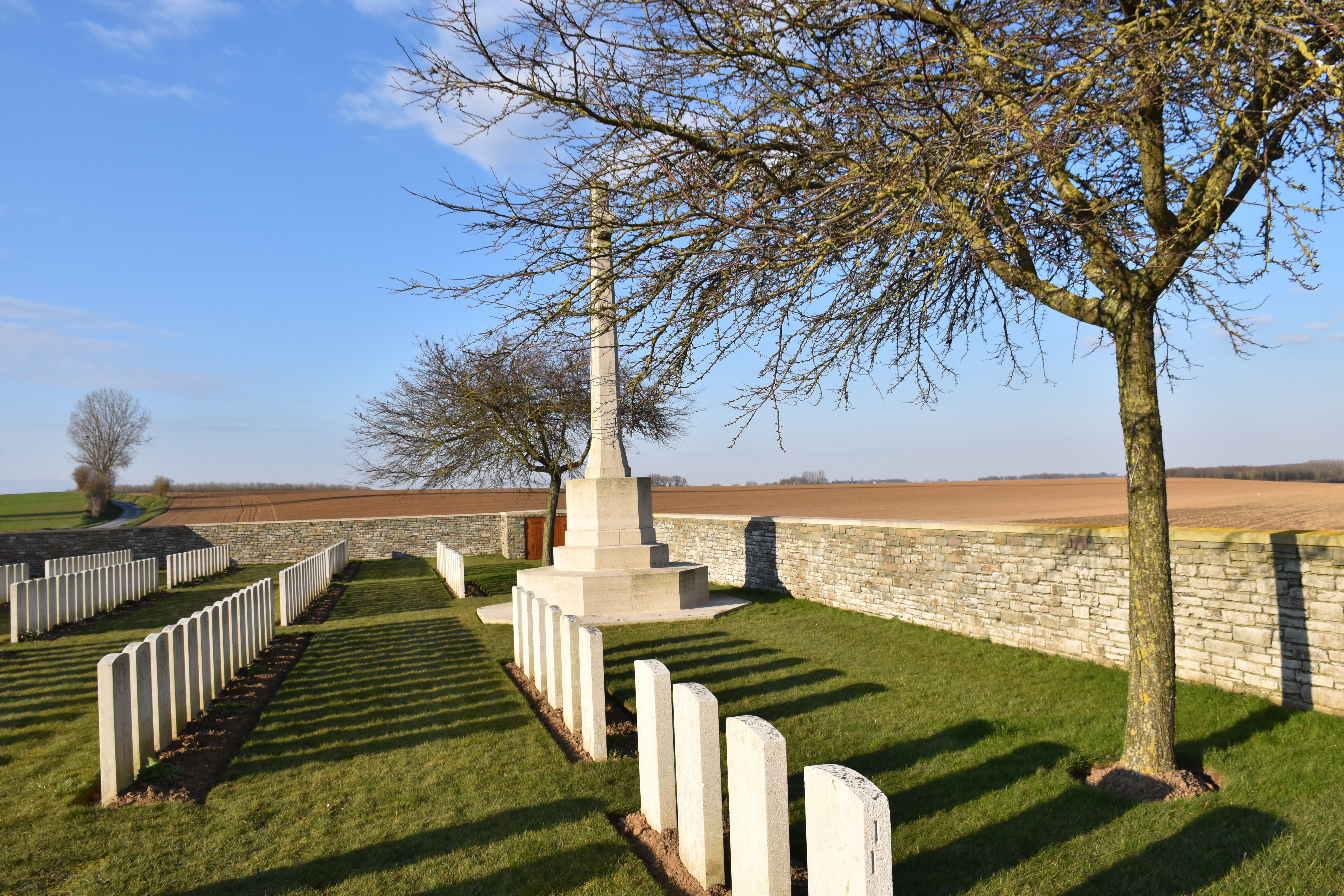
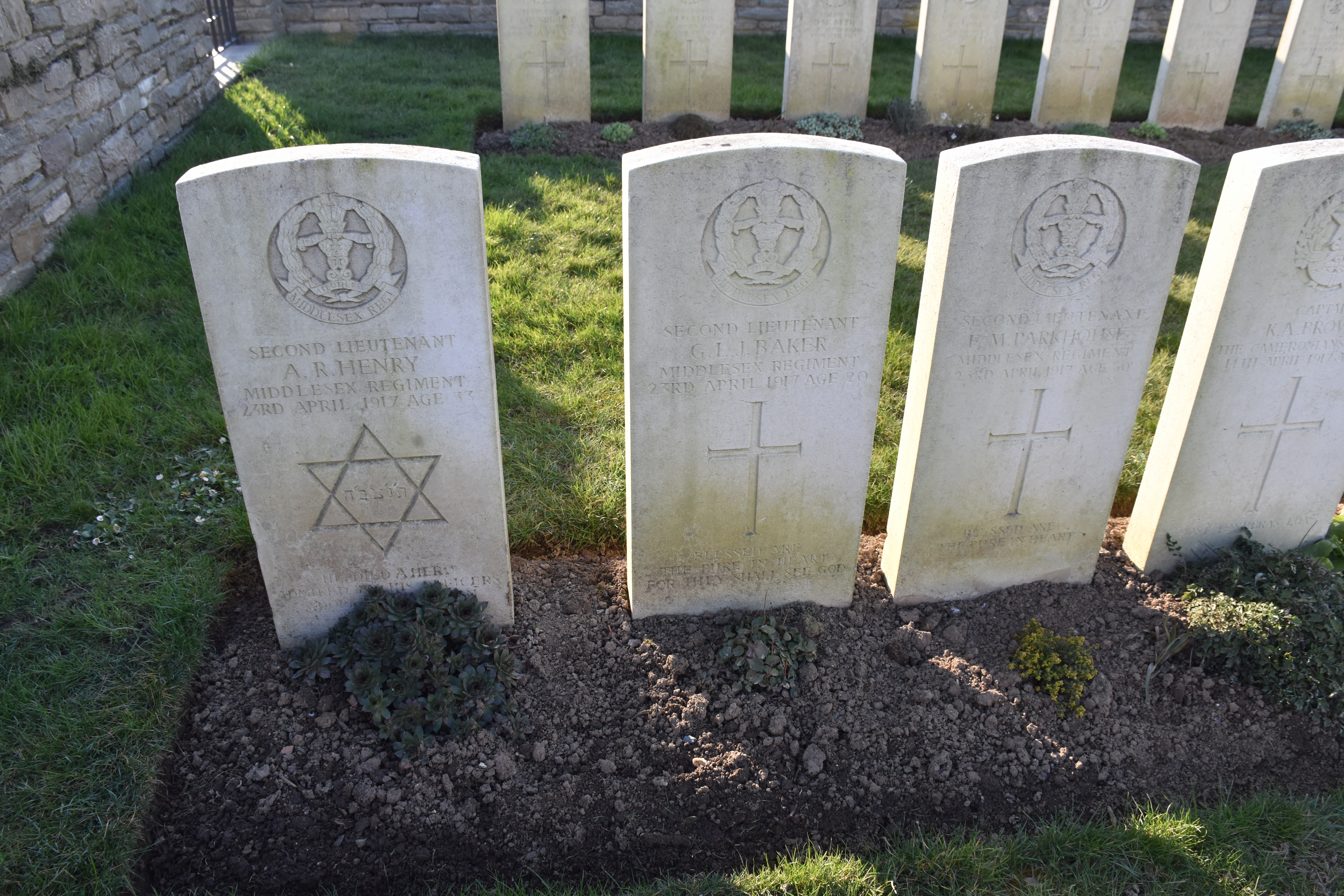
Les tombes de trois soldats du Middlesex Regiment (en) tombés le 23 avril 1917.

## Pour approfondir